# Daughter of Dr. Jekyll
Daughter of Dr. Jekyll is een Amerikaanse horrorfilm uit 1957 onder regie van Edgar G. Ulmer.

## Verhaal
Een vrouw komt erachter dat ze de dochter is van de beroemde dokter Jekyll. Ze begint te geloven dat ze de gespleten persoonlijkheid van haar vader heeft geërfd. Wanneer er een reeks gewelddadige moorden plaatsvindt, denkt ze dat zij daar zelf voor verantwoordelijk is.

## Rolverdeling
| Acteur           | Personage                |
| ---------------- | ------------------------ |
| John Agar        | George Hastings          |
| Gloria Talbott   | Janet Smith              |
| Arthur Shields   | Dr. Lomas                |
| John Dierkes     | Jacob                    |
| Molly McCart     | Meid Maggie              |
| Martha Wentworth | Mevrouw Merchant         |
| Marjorie Stapp   | Vrouw die zich aankleedt |
| Reita Green      | Jonge vrouw              |
| Marel Page       | Jonge man                |